# 側錐三角柱
側錐三角柱（そくすいさんかくちゅう、Augmented triangular prism）は、49番目のジョンソンの立体で、正三角柱の1つの側面に正四角錐を貼り付けたものである。

## 関連図形
| 正三角柱 （角錐を取り除く）               | 正四角錐 （角柱を取り除く）         | 二側錐三角柱 （正四角錐をもう1つ追加）                                  |
| 三側錐三角柱 （正四角錐をもう2つ追加）    | 正四角錐柱 （角柱の角の数を増やす） | 異相双三角柱 （正三角形のみと隣接している正三角形を正方形に置き換える） |
| 正八面体 （正方形を正三角形に置き換える） | 双五角錐 （角柱部分をねじって変形） | 球形屋根 （特定の部分に正三角形を6枚追加）                              |